# Імператриця Масако
Масако Овада (яп. 小 和 田雅子, нар. 9 грудня 1963) — імператриця Японії, дружина імператора Нарухіто. Входить до японської імператорської сім'ї з моменту одруження 9 червня 1993 року.

## Життєпис
Масако — старша дочка Хісаші Овада, дипломата і президента (2009—2012) Міжнародного суду ООН. У неї є дві молодші сестри, близнючки Сецуко і Рейко.
Коли Масако виповнилось 2 роки, вона разом з батьками переїхали до Москви, де відвідувала та закінчила дитячий садок. Після повернення до Японії вона навчалася в приватній школі для дівчаток Denenchofu Futaba в Токіо. В 1979 році родина Масако переїдить до США, де вона закінчила середню школу в Белмонті, штат Массачусетс, поблизу Бостона. Масако вступила до Гарвардського університету, де здобула вищу освіту зі ступенем в області економіки. В 1986 році Масако повернулася в Японію, де вступила до Токійського університету, в котрому викладав її батько. 
В 1986 році Масако познайомилась зі спадковим принцом Нарухіто, вони почали зустрічатись. 9 червня 1993 році офіційно одружились. Єдиною дитиною подружжя є принцеса Айко, народжена 2001 року.
Окрім рідної японської мови, Масако знає англійську і французьку, а також вміє розмовляти німецькою, українською[джерело?], російською[джерело?] та іспанською.

## Здоров'я
Масако залишається значною мірою поза увагою громадськості з 2002 року, як повідомляється, через емоційні розлади, які багато хто пояснює тиском народити спадкоємця-чоловіка і пристосуватися до життя в імператорській сім'ї. У липні 2004 року їй було поставлено діагноз розлад адаптивних реакцій.
11 липня 2008 року Нарухіто звернувся до громадськості щодо розуміння своєї хворої дружини. Він був у восьмиденній поїздці до [Іспанії] без неї: «Я хотів би, щоб громадськість зрозуміла, що Масако продовжує докладати максимум зусиль за допомогою оточуючих. Будь ласка, продовжуйте стежити за нею люб'язно і невпинно».
У грудні 2012 року, під час її 49-річчя, Масако висловила заяву, в якій подякувала японцям за підтримку і сказала, що вона все ще отримує лікування від своєї хвороби.
На своє 55-річчя Масако опублікувала заяву, в якій говорилося, що вона почувається невпевненою у своїй майбутній ролі імператриці, але додає, що хотіла б «докласти зусиль для щастя людей».